# Norwegischer Fußballpokal der Männer 1937
Der norwegische Fußballpokal 1937 (kurz auch NM-Cup 1937 genannt) war die 36. Austragung des Fußballpokalwettbewerbs der Männer. Pokalsieger wurde Mjøndalen IF. Das Team setzte sich im Finale gegen Odds BK durch.

## 1. Runde
| Datum      |                       | Ergebnis  |                        |
| ---------- | --------------------- | --------- | ---------------------- |
| 06.06.1937 | Aalesunds FK          | 2:1       | IL Hødd                |
|            | Årstad IL             | 1:1 n. V. | SK Trane               |
|            | IL Braatt             | 4:0       | SK Rollon              |
|            | Briskebyen FL         | 3:1       | Biri IL                |
|            | SK Djerv              | 4:0       | SK Pallas              |
|            | Drammens BK           | 5:0       | Borre IF               |
|            | Eidsvold IF           | 6:5       | BSK 1914 Oslo          |
|            | Eiker SBK             | 1:3       | Berger IL              |
|            | SK Falk Horten        | 4:3       | FK Lyn                 |
|            | Fredrikstad FK        | 13:00     | Rakkestad IF           |
|            | FK Fremad Lillehammer | 4:2       | Fredensborg SBK        |
|            | Geithus IL            | 3:4       | Gresvik IF             |
|            | SK Gjøa               | 3:0       | Fram IL Brumunddal     |
|            | IK Grane Arendal      | 0:1       | Odds BK                |
|            | Grue IL               | 1:7       | Selbak TIF             |
|            | Halsen BK             | 2:1       | Gleng FK               |
|            | Hamar IL              | 1:0 n. V. | SFK Mercantile Oslo    |
|            | SK Hardy              | 5:1       | Frøya IL               |
|            | Høyanger IF           | 1:7       | Brann Bergen           |
|            | SK Jarl               | 5:1       | IL Brodd               |
|            | Kapp IF               | 2:1       | Veste Gran IL          |
|            | Kongsten IF           | 0:2       | Jevnaker IF            |
|            | Kongsvinger IL        | 0:1       | Frigg Oslo FK          |
|            | Kragerø IF            | 2:5       | Urædd FK               |
|            | Kristiansund FK       | 5:0       | SK Tryggkameratene     |
|            | Kvik Halden FK        | 6:2       | Greåker IF             |
|            | Larvik Turn           | 1:0       | SK Speed Oslo          |
|            | Lillestrøm SK         | 1:0       | IL Frogg               |
|            | IF Liv                | 5:0       | SK Kampørn             |
|            | SFK Lyn Oslo          | 12:20     | Vang IL                |
|            | Mjøndalen IF          | 11:10     | Sem IF                 |
|            | Molde FK              | 1:3       | Clausenengen FK        |
|            | Moss FK               | 11:00     | Hølen IK               |
|            | SK Nationalkameratene | 4:5       | FK Kvik Trondheim      |
|            | Neset FK              | 8:0       | Verdal IL              |
|            | Nydalens SK           | 8:1       | Kongsberg IF           |
|            | Orkanger IF           | 3:1       | SK Freidig             |
|            | IF Pors               | 3:0       | FK Donn                |
|            | Ranheim IL            | 12:10     | IL Bergmann            |
|            | Raufoss IL            | 3:0       | Kjelsås IL             |
|            | Rjukan IL             | 0:4       | SBK Drafn              |
|            | Rolvsøy IF            | 4:1       | FK Ørn                 |
|            | Rosenborg Trondheim   | 3:0       | SK Brage               |
|            | Sarpsborg FK          | 4:2       | SFK Trygg Oslo         |
|            | Skeid Oslo            | 14:00     | Grane SK Sandvika      |
|            | Skiens BK             | 0:1       | IF Tønsberg-Kameratene |
|            | SBK Skiold            | 5:0       | Drøbak IF              |
|            | SK Snøgg              | 3:2 n. V. | Brevik IL              |
|            | Sørumsand IL          | 00:11     | Vålerenga Oslo         |
|            | Start Kristiansand    | 1:0       | SK Ulf                 |
|            | Stavanger IF          | 4:0       | Ålgård FK              |
|            | Steinkjer FK          | 9:1       | Namsos IL              |
|            | Storms BK             | 3:2 n. V. | Solberg SK             |
|            | SK Strong             | 7:1       | Magnor IL              |
|            | Strømsgodset IF       | 2:0       | Dæhlenengen SBK        |
|            | IL Sverre             | 5:1       | IL Dalgutten           |
|            | Tistedalen TIF        | 4:3       | IF Borg                |
|            | Tønsbergs TF          | 1:5       | Sparta Drammen         |
|            | Torp IF               | 8:1       | SK Hugin               |
|            | SK Vard Haugesund     | 5:0       | SK Viggo               |
|            | Vardal IF             | 3:5 n. V. | Lisleby FK             |
|            | FK Vigør              | 2:0       | Flekkefjord FK         |
|            | Vikersund IF          | 00:11     | Fram Larvik            |
|            | Viking Stavanger      | 10:20     | SK Djerv 1919          |

### Wiederholungsspiel
| Datum      |          | Ergebnis |           |
| ---------- | -------- | -------- | --------- |
| 13.06.1937 | SK Trane | 1:4      | Årstad IL |

## 2. Runde
| Datum      |                        | Ergebnis  |                    |
| ---------- | ---------------------- | --------- | ------------------ |
| 20.06.1937 | Aalesunds FK           | 4:0       | IL Braatt          |
|            | Berger IL              | 3:2 n. V. | Sarpsborg FK       |
|            | Brann Bergen           | 9:0       | Årstad IL          |
|            | Briskebyen FL          | 0:3       | Mjøndalen IF       |
|            | Clausenengen FK        | 3:2       | Neset FK           |
|            | SK Djerv               | 3:0       | Stavanger IF       |
|            | SBK Drafn              | 1:2       | Lillestrøm SK      |
|            | SK Falk Horten         | 0:5       | Kvik Halden FK     |
|            | Fram Larvik            | 3:0       | Rolvsøy IF         |
|            | FK Fremad Lillehammer  | 1:3       | SFK Lyn Oslo       |
|            | Frigg Oslo FK          | 1:1 n. V. | SK Snøgg           |
|            | Gresvik IF             | 2:1       | Drammens BK        |
|            | SK Jarl                | 3:1       | Start Kristiansand |
|            | Jevnaker IF            | 7:0       | Kapp IF            |
|            | Kristiansund FK        | 3:1       | Skeid Oslo         |
|            | FK Kvik Trondheim      | 0:5       | Steinkjer FK       |
|            | Lisleby FK             | 6:1       | Halsen BK          |
|            | IF Liv                 | 1:3       | IF Pors            |
|            | Nydalens SK            | 8:0       | Strømsgodset IF    |
|            | Odds BK                | 4:0       | Larvik Turn        |
|            | Raufoss IL             | 1:4       | SK Strong          |
|            | Rosenborg Trondheim    | 3:2       | Orkanger IF        |
|            | Selbak TIF             | 4:3       | Hamar IL           |
|            | SBK Skiold             | 1:2       | Storms BK          |
|            | Sparta Drammen         | 2:4       | Moss FK            |
|            | Tistedalen TIF         | 3:0       | SK Gjøa            |
|            | IF Tønsberg-Kameratene | 0:5       | Fredrikstad FK     |
|            | Urædd FK               | 4:1       | Torp IF            |
|            | Vålerenga Oslo         | 1:1 n. V. | Eidsvold IF        |
|            | SK Vard Haugesund      | 0:0 n. V. | SK Hardy           |
|            | FK Vigør               | 2:6       | Viking Stavanger   |
| 27.06.1937 | Ranheim IL             | 01:0 1    | IL Sverre          |

### Wiederholungsspiele
| Datum      |             | Ergebnis |                   |
| ---------- | ----------- | -------- | ----------------- |
| 27.06.1937 | Eidsvold IF | 1:5      | Vålerenga Oslo    |
|            | SK Hardy    | 3:2      | SK Vard Haugesund |
|            | SK Snøgg    | 1:2      | Frigg Oslo FK     |

## 3. Runde
| Datum      |                  | Ergebnis  |                     |
| ---------- | ---------------- | --------- | ------------------- |
| 27.06.1937 | Fredrikstad FK   | 8:0       | Aalesunds FK        |
|            | Kristiansund FK  | 2:1       | Nydalens SK         |
|            | Kvik Halden FK   | 4:0       | Urædd FK            |
|            | Lillestrøm SK    | 1:1 n. V. | Lisleby FK          |
|            | SFK Lyn Oslo     | 3:1       | SK Djerv            |
|            | Mjøndalen IF     | 5:1       | Selbak TIF          |
|            | Odds BK          | 4:0       | Gresvik IF          |
|            | IF Pors          | 0:1       | Tistedalen TIF      |
|            | Storms BK        | 2:0       | Berger IL           |
|            | SK Strong        | 1:4       | Fram Larvik         |
|            | Viking Stavanger | 3:2       | Brann Bergen        |
| 04.07.1937 | Frigg Oslo FK    | 0:4       | Jevnaker IF         |
|            | SK Hardy         | 4:2 n. V. | SK Jarl             |
|            | Moss FK          | 4:3       | Vålerenga Oslo      |
|            | Steinkjer FK     | 0:5       | Rosenborg Trondheim |
| 11.07.1937 | Ranheim IL       | 4:4 n. V. | Clausenengen FK     |

### Wiederholungsspiele
| Datum      |                 | Ergebnis |               |
| ---------- | --------------- | -------- | ------------- |
| 04.07.1937 | Lisleby FK      | 7:1      | Lillestrøm SK |
| 18.07.1937 | Clausenengen FK | 3:2      | Ranheim IL    |

## 4. Runde
| Datum      |                     | Ergebnis  |                 |
| ---------- | ------------------- | --------- | --------------- |
| 15.08.1937 | Clausenengen FK     | 1:5       | Mjøndalen IF    |
|            | Fram Larvik         | 2:1 n. V. | Kvik Halden FK  |
|            | SK Hardy            | 0:5       | SFK Lyn Oslo    |
|            | Jevnaker IF         | 5:1 n. V. | Moss FK         |
|            | Lisleby FK          | 2:1       | Kristiansund FK |
|            | Rosenborg Trondheim | 0:5       | Fredrikstad FK  |
|            | Tistedalen TIF      | 2:4       | Odds BK         |
|            | Viking Stavanger    | 2:2 n. V. | Storms BK       |

### Wiederholungsspiel
| Datum      |           | Ergebnis |                  |
| ---------- | --------- | -------- | ---------------- |
| 22.08.1937 | Storms BK | 0:1      | Viking Stavanger |

## Viertelfinale
| Datum      |                | Ergebnis |                  |
| ---------- | -------------- | -------- | ---------------- |
| 29.08.1937 | Fredrikstad FK | 2:1      | Viking Stavanger |
|            | SFK Lyn Oslo   | 3:2      | Jevnaker IF      |
|            | Mjøndalen IF   | 3:2      | Lisleby FK       |
|            | Odds BK        | 1:0      | Fram Larvik      |

## Halbfinale
| Datum      |              | Ergebnis |                |
| ---------- | ------------ | -------- | -------------- |
| 26.09.1937 | Mjøndalen IF | 2:1      | Fredrikstad FK |
|            | Odds BK      | 2:1      | SFK Lyn Oslo   |

## Finale
| Mjøndalen IF                                  | Mjøndalen IF | Odds BK | Odds BK |
| --------------------------------------------- | --- | --- | ------- |
| Mjøndalen IF                                  | \| Finale \| \| 17. Oktober 1937 in Porsgrunn (Urædd-Stadion) \| \| Ergebnis: 4:2 (1:1) \| \| Zuschauer: 17.000 \| \| Schiedsrichter: Alf Simensen \| \| Spielbericht \|      | \| Finale \| \| 17. Oktober 1937 in Porsgrunn (Urædd-Stadion) \| \| Ergebnis: 4:2 (1:1) \| \| Zuschauer: 17.000 \| \| Schiedsrichter: Alf Simensen \| \| Spielbericht \| | Odds BK |
| Mjøndalen IF                                  | Sverre Nordby – Roald Amundsen, Hans Andersen – Arthur Simensen, Oddmund Andersen, Åge Nilsen – Bjarne Pettersen, Einar Andersen, Jørgen Hval, Trygve Halvorsen, Harald Temte | | Odds BK |
| Mjøndalen IF                                  | 1:0 Bjarne Pettersen (5.) 2:1 Harald Temte (55.) 3:2 Einar Andersen (67.) 4:2 Einar Andersen (86.)                                                                            | 1:1 Karsten Forberg (37.) 2:2 Rolf Holmberg (65.) | Odds BK |
| Finale                                        | | |         |
| 17. Oktober 1937 in Porsgrunn (Urædd-Stadion) | | |         |
| Ergebnis: 4:2 (1:1)                           | | |         |
| Zuschauer: 17.000                             | | |         |
| Schiedsrichter: Alf Simensen                  | | |         |
| Spielbericht                                  | | |         |